# Alfred Planas
Alfred Planas Moya (Barcelona, España, 15 de febrero de 1996), conocido como Planas, es un futbolista español que juega como centrocampista en las filas del Sestao River Club de la Primera Federación.

## Trayectoria
Nacido en Barcelona, se formó en el Atlétic Sant Pol, C. F. Damm, FPE Calella, R. C. D. Espanyol, C. F. Damm y en el Málaga C. F. en categoría juvenil. Hizo su debut con el Atlético Malagueño el 24 de septiembre de 2016 en Tercera División, jugando los últimos 15 minutos en casa con una victoria por 5-0 frente al U. D. Dos Hermanas San Andrés.
Marcó su primer gol con el filial malagueño el 12 de marzo de 2017, en un empate a 2-2 contra el C. D. de Martos. El 13 de julio de 2017 firmó un contrato por un año con la U. E. Sant Andreu de Tercera División. 
En la temporada 2018-19 firmó por el C. F. Reus Deportiu y se asignó inicialmente al filial de Tercera División. Hizo su debut con el primer equipo en Segunda División, el 19 de agosto de 2018, siendo titular en un partido frente a la U. D. Las Palmas. El 16 de septiembre marcó su primer gol con el Club de Futbol Reus Deportiu en la Segunda División para darle la victoria al conjunto catalán por cero goles a uno en el Estadio Heliodoro Rodríguez López de Tenerife. Durante la primera parte del curso disputó 20 partidos entre Liga y Copa del Rey y marcó ese único gol.
En enero de 2019 firmó por la A. D. Alcorcón, entonces en la Segunda División, y lo cedió hasta final de la temporada al Elche Club de Fútbol de la misma categoría. Durante la temporada 2019-20 estuvo cedido en el Valencia Club de Fútbol Mestalla. En agosto de 2020, tras desvincularse de la A. D. Alcorcón, firmó por el Marbella Fútbol Club por una temporada con opción a otra.
El 28 de julio de 2021 regresó al fútbol catalán después de firmar por el Centre d'Esports Sabadell Futbol Club. Con este equipo jugó 27 partidos en la Primera División RFEF, marchándose la temporada siguiente a la U. E. Cornellà. Ahí también estuvo un año y en julio de 2023 fichó por el Unionistas de Salamanca C. F. La campaña siguiente se unió al Sestao River Club.

## Clubes
| Club                             | País   | Año       |
| -------------------------------- | ------ | --------- |
| Atlético Malagueño               | España | 2015-2017 |
| U. E. Sant Andreu                | España | 2017-2018 |
| C. F. Reus Deportiu              | España | 2018-2019 |
| A. D. Alcorcón                   | España | 2019-2020 |
| Elche C. F. (cedido)             | España | 2019      |
| Valencia C. F. Mestalla (cedido) | España | 2019-2020 |
| Marbella F. C.                   | España | 2020-2021 |
| C. E. Sabadell F. C.             | España | 2021-2022 |
| U. E. Cornellà                   | España | 2022-2023 |
| Unionistas de Salamanca C. F.    | España | 2023-2024 |
| Sestao River Club                | España | 2024-     |